# Мемет, Амет Абдуллаевич
Амет Абдуллаевич Мемет (крымскотат. Amet Abdulla oğlı Memet; род. 22 апреля 1954) — советский, узбекистанский и украинский футболист, выступавший на позиции защитника. Ныне тренер.
В основном выступал за футбольные клубы Узбекской ССР во Второй лиге СССР. Наибольшую известность получил благодаря играм за наманганский «Текстильщик/Автомобилист» (ныне «Навбахор»). Также выступал за «Ёшлик» (Туракурган), «Касансаец» и «Чартак».
Тренерскую деятельность начал в 1990-е годы. В 2000 году возглавлял наманганский «Навбахор», в 2009 году некоторое время являлся и. о. главного тренера «Бунёдкор» и одновременно помощником Мирджалола Касымова в сборной Узбекистана (старшим тренером), в 2010 году возглавил «Андижан», а в 2013 году снова «Навбахор», 2013—2014 годах ферганское «Нефтчи». В 2014—2016 годах входил в тренерский штаб «Бунёдкора». Затем покинул Узбекистан.